# Cytisanthus nyssanus
Cytisanthus nyssanus là một loài thực vật có hoa trong họ Đậu. Loài này được (Petrovic) E. Mayer mô tả khoa học đầu tiên năm 1970.